# Gerald Strang
Gerald Strang (* 13. Februar 1908 in Claresholm, Alberta (Kanada); † 13. Februar 1983 in Loma Linda, Kalifornien) war ein US-amerikanischer Komponist kanadischer Herkunft.
Strang studierte an der Stanford University, der University of Southern California und der University of California und war 1935 Schüler von Charles Koechlin, Arnold Schönberg und Ernst Toch. Von 1936 bis 1938 wirkte er als Assistent von Schönberg an der UCLA. Danach unterrichtete er in Kalifornien an verschiedenen Colleges und Hochschulen und wurde 1969 Dozent für Elektronische Musik in Los Angeles.
Neben elektronischer und Computermusik komponierte er u. a. zwei Sinfonien und ein sinfonisches Bild, ein Concerto grosso, ein Intermezzo und ein Cellokonzert.